# Christian Friedrich Hornschuch

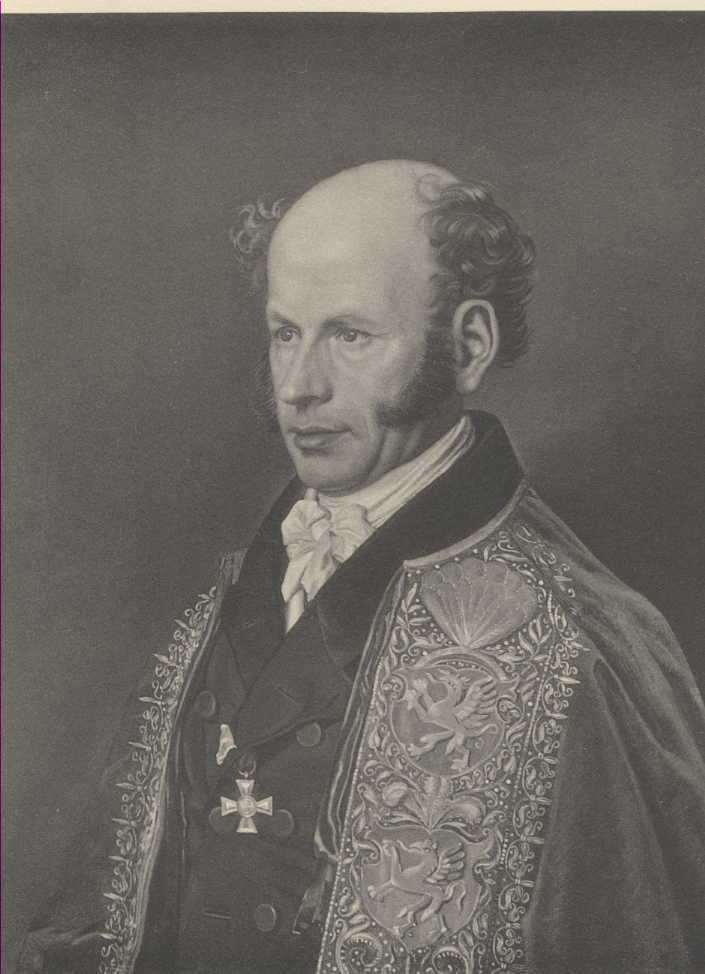
Christian Friedrich Hornschuch im Rektorornat, 1836

Christian Friedrich Hornschuch (* 21. August 1793 in Rodach; † 24. Dezember 1850 in Greifswald) war ein deutscher Botaniker, Bryologe, Zoologe und Naturphilosoph. Schwerpunkt seiner Arbeit war die Erforschung der Moose. Sein offizielles botanisches Autorenkürzel lautet „Hornsch.“

## Leben
Der Sohn eines Apothekers besuchte die Stadtschule in seiner Heimatstadt Rodach in Sachsen-Coburg. Nach dem Tod des Vaters 1808 begann er eine Lehre in der Neustädter Apotheke in Hildburghausen bei Philipp Wilhelm Bartenstein (dem späteren Bürgermeister von Hildburghausen), wo er sich anhaltend mit Botanik und Chemie befasste. 1813 ging er nach Regensburg, wo er Kontakt zu dem Professor der Botanik David Heinrich Hoppe hatte und unter dessen Anleitung botanisierte. Auf Hoppes Empfehlung ging er anschließend als Gehilfe zu dem Apotheker Heinrich Christian Funck nach Gefrees. Dort befasste er sich neben seiner Arbeit intensiv mit den Laubmoosen des Fichtelgebirges und daneben mit Chemie, Mineralogie und Entomologie. 1816 bereiste er mit Hoppe die Küsten der Adria. Nach einem Zwischenaufenthalt in Coburg reiste er 1817 mit Hoppe über Salzburg nach Tirol und Kärnten.
1818 nahm er an der Universität Greifswald eine Stelle als „demonstrator botanices“ an. 1819 hielt er sich drei Monate in Berlin auf, wo er mit Christian Gottfried Daniel Nees von Esenbeck, Christoph Friedrich Otto, Heinrich Friedrich Link und Diederich Franz Leonhard von Schlechtendal zusammentraf. Er ordnete das von Carl Ludwig Willdenow hinterlassene Moosherbarium. Anschließend reiste er mit Jöns Jakob Berzelius nach Schonen, wo er mit Carl Adolph Agardh von der Universität Lund Forschungsreisen unternahm. Im Jahr 1818 wurde er zum Mitglied der Leopoldina gewählt.
1820 wurde er außerordentlicher Professor der Naturgeschichte und Botanik an der Universität Greifswald. Gleichzeitig übernahm er die Leitung des botanischen Gartens, der unter ihm bedeutend erweitert wurde, und des neugegründeten zoologischen Museums. Zum Konservator am zoologischen Museum machte er Wilhelm Schilling, mit dem er auch gemeinsam Beiträge veröffentlichte. 
1823 unternahm er eine Forschungsreise, die ihn über die Schweiz, Frankreich, die Niederlande und Hamburg führte.
Hornschuch war an der Forschung an einem 1825 vor Rügen gestrandeten Finnwal beteiligt.
Durch königliche Kabinettsorder wurde er 1827 zum ordentlichen Professor ernannt. 
1830 erhielt er den Ehrendoktortitel der Medizin. 1831 unterrichtete er Naturgeschichte in der medizinisch-chirurgischen Lehranstalt und ab 1835 an der angegliederten Königlichen Staats- und landwirtschaftlichen Akademie Eldena. Das Rektorat der Hochschule übernahm er 1836. Im selben Jahr wurde er zum Ritter des schwedischen Wasaordens ernannt und mit dem preußischen Roten Adlerorden 3. Klasse ausgezeichnet. 

## Schriften
Hornschuch gab mit David Heinrich Hoppe und Christian Gottfried Daniel Nees von Esenbeck die botanische Zeitschrift „Flora“ heraus, in der er über seine Entdeckungen berichtete. Mit Nees und Jacob Sturm gab er die „Bryologia Germanica“ (1823–1831) heraus. Er übersetzte mehrere dänische und schwedische Arbeiten und gab das Archiv skandinavischer Beiträge zur Naturgeschichte (1847) heraus. Zu den weiteren Schriften gehören:
- Tagebuch auf einer Reise nach den Küsten des adriatischen Meeres. 1818.
- De Voitia et Systolio. novis muscorum frondosorum generibus. 1818.
- mit Wilhelm Schilling: Kurze Notizen über die in der Ostsee vorkommenden Arten der Gattung Halichoerus NILSS. Greifswald 1850. (Online)